# Пырское озеро
Пы́рское — крупнейшее озеро Нижегородской области, расположено близ посёлка Пыра (город Дзержинск). Площадь его зеркала составляет 2,52 км², глубина варьируется от пяти до одного метра (в среднем 2 метра). Озеро признано природным памятником областного значения и охраняется государством. На его берегах произрастает несколько видов редких растений, кроме того, обнаружено несколько стоянок эпохи неолита (III—V тыс. до н. э.).
Озеро популярно у окрестных рыболовов. Несмотря на то, что в связи с заболачиванием, количество видов рыб, обитающих в озере, сильно сократилось за последние сто лет (в XVIII—XIX веках озеро было рыбопромысловым угодьем государства), и сейчас в водоёме хорошо клюёт карась и ротан.

## Экологическое состояние
За последние сто лет берега озера сильно заболотились, дно заилилось, озеро обмелело, а вода приобрела коричневый торфяной оттенок. Это последствия нерегулируемой добычи торфа в 1930—1950 годах (вокруг посёлка Пыра велись массовые торфоразработки). Вода для технологических нужд торфоразработчиков (для разжижения торфяной массы) забиралась из акватории Пырского озера, после чего возвращалась обратно загрязнённая торфом. Возможно, к загрязнению озера приложили руку и военные — неподалёку дислоцированы несколько танковых гарнизонов и находятся военные полигоны.
В начале 90-х годов прошлого века был разработан экологический проект возвращения озеру первозданного вида, предусматривающий удаление болотной растительности и очистку дна озера от отложений ила для облегчения подпитки озера донными родниками. Для того, чтобы проект был частично самоокупаемым, из добытого в озере ила предполагалось производить сельскохозяйственное удобрение — сапропель. Несмотря на то, что проект был одобрен горисполкомом Дзержинска, средств для его осуществления тогда не нашлось.